# Eudorylas aduncus
Eudorylas aduncus is een vliegensoort uit de familie van de oogkopvliegen (Pipunculidae). De wetenschappelijke naam van de soort is voor het eerst geldig gepubliceerd in 1995 door von der Dunk.